# Семёнов, Михаил Павлович
Михаил Павлович Семёнов (1911—1988) — советский хозяйственный, государственный и политический деятель.

## Биография
Родился в 1911 году. Член КПСС.
С 1929 года — на хозяйственной, общественной и политической работе. В 1929—1946 гг. — авиамоторист, бортмеханик, заместитель начальника сборочного цеха, начальник снабжения, заместитель директора завода № 22, директор Казанского завода №387, директор Иркутского авиационного завода, управляющий строительно-монтажным трестом Министерства авиационной промышленности, председатель Рыбинского горисполкома, директор ОКБ Сухого, старший инженер бригады ОКБ ОАО «ОКБ Сухого». 
Умер в 1988 году.